# Wu Meng
Wu Meng (chinesisch 吴梦; * 2. Oktober 2002 in Jilin) ist eine chinesische Freestyle-Skierin. Sie startet in der Disziplin Halfpipe.

## Werdegang
Wu startete im September 2017 in Cardrona erstmals im Freestyle-Skiing-Weltcup und errang dabei den 16. Platz. Bei den Olympischen Winterspielen 2018 in Pyeongchang belegte sie, als jüngste Teilnehmerin, den 20. Platz im Halfpipewettbewerb und bei den Juniorenweltmeisterschaften 2018 in Cardrona den achten Platz. In der Saison 2018/19 und 2019/20 kam sie jeweils auf den 13. Platz im Halfpipe-Weltcup. Bei den Weltmeisterschaften 2019 in Park City wurde sie Zehnte und im folgenden Jahr bei den Olympischen Jugend-Winterspielen in Lausanne Vierte.

## Erfolge

### Olympische Spiele
- Pyeongchang 2018: 20. Halfpipe

### Weltmeisterschaften
- Park City 2019: 10. Halfpipe

### Weltcupwertungen
| Saison  | Gesamt | Gesamt | Halfpipe | Halfpipe |
| Saison  | Platz  | Punkte | Platz    | Punkte   |
| ------- | ------ | ------ | -------- | -------- |
| 2017/18 | 97.    | 13,83  | 17.      | 83       |
| 2018/19 | 82.    | 13,8   | 13.      | 69       |
| 2019/20 | 49.    | 24,6   | 13.      | 111      |

### Weitere Erfolge
- Juniorenweltmeisterschaften 2018: 8. Halfpipe
- Olympische Jugend-Winterspiele 2020: 4. Halfpipe